# Brixey-aux-Chanoines
Brixey-aux-Chanoines è un comune francese di 86 abitanti situato nel dipartimento della Mosa nella regione del Grand Est.

## Società

### Evoluzione demografica
Abitanti censiti